# Ристо Менчев
Ристо Менчев (на македонска литературна норма: Ристо Менчев) е гръцки и югославски комунистически деец и партизанин от Егейска Македония.

## Биография
Роден е на 18 август 1928 година в градчето Гумендже, на гръцки Гумениса. През август 1946 година се включва в отряд на СОФ в планината Паяк. През 1947 година е заловен от привържениците на монархията в Гърция, но е пуснат. След битка в планината Паяк е ранен и през тайните пунктове на Демократичната армия на Гърция е прехвърлен в болницата в село Катланово. След като оздравява е изпратен в Румъния като учител в детска градина, където остава да живее 27 години. През ноември 1976 година се установява в Социалистическа Република Македония.